# Terrerola

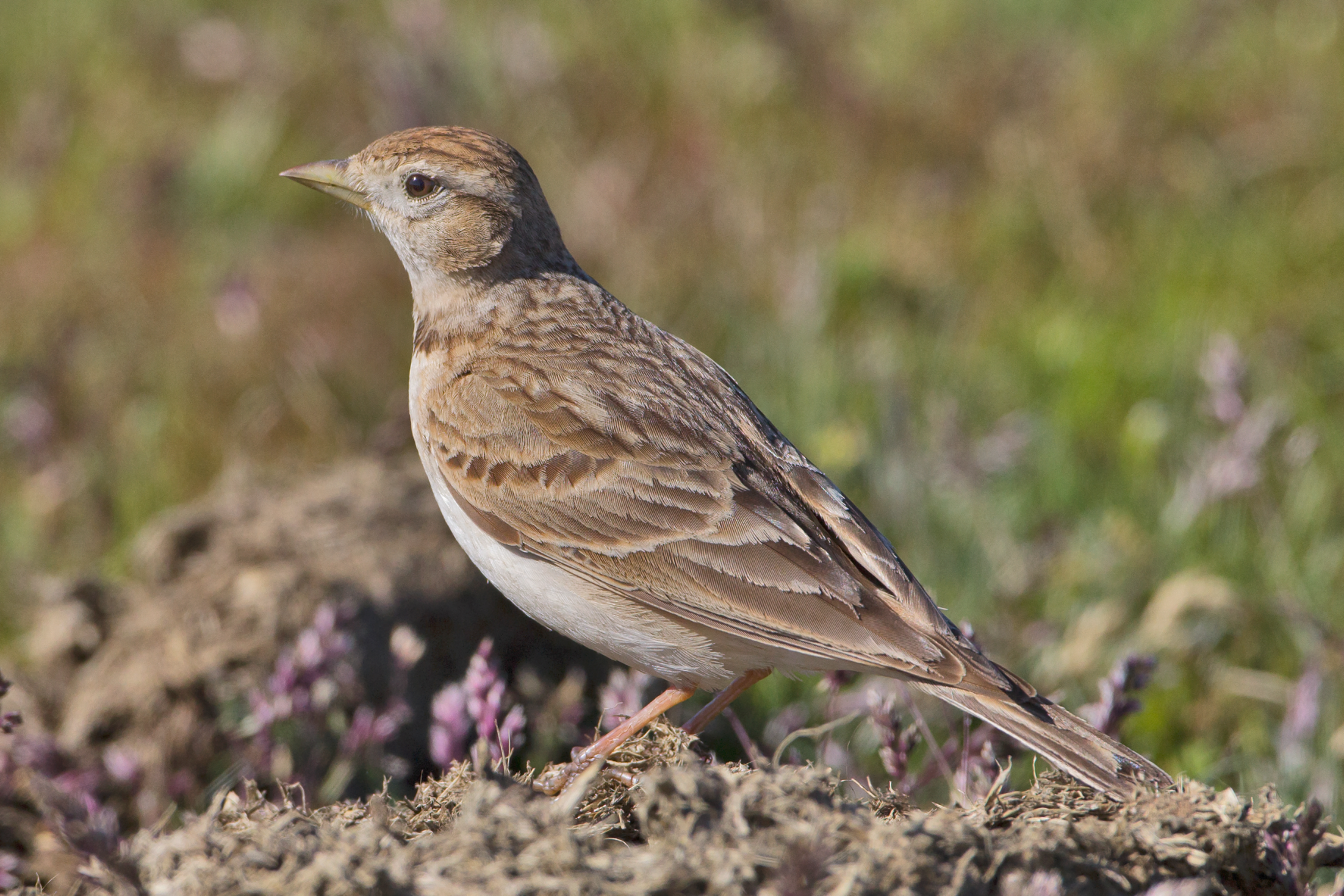
Terrerola vulgar

La terrerola (Calandrella brachydactyla) és un ocell estival i migrador de l'ordre dels passeriformes. En alguns indrets també és coneguda com a terrerol, terrola, terrolot o calandreta.

## Morfologia
Fa 14 centímetre i és de color bru amb llistat més fosc per sobre i totalment blanca per sota. Mostra dues taques fosques a banda i banda del coll. Les terciàries són molt llargues i pràcticament tapen les primàries. Les potes són color carn i el bec, bastant gruixut i punxegut, color de vori. No presenta dimorfisme sexual.

## Reproducció

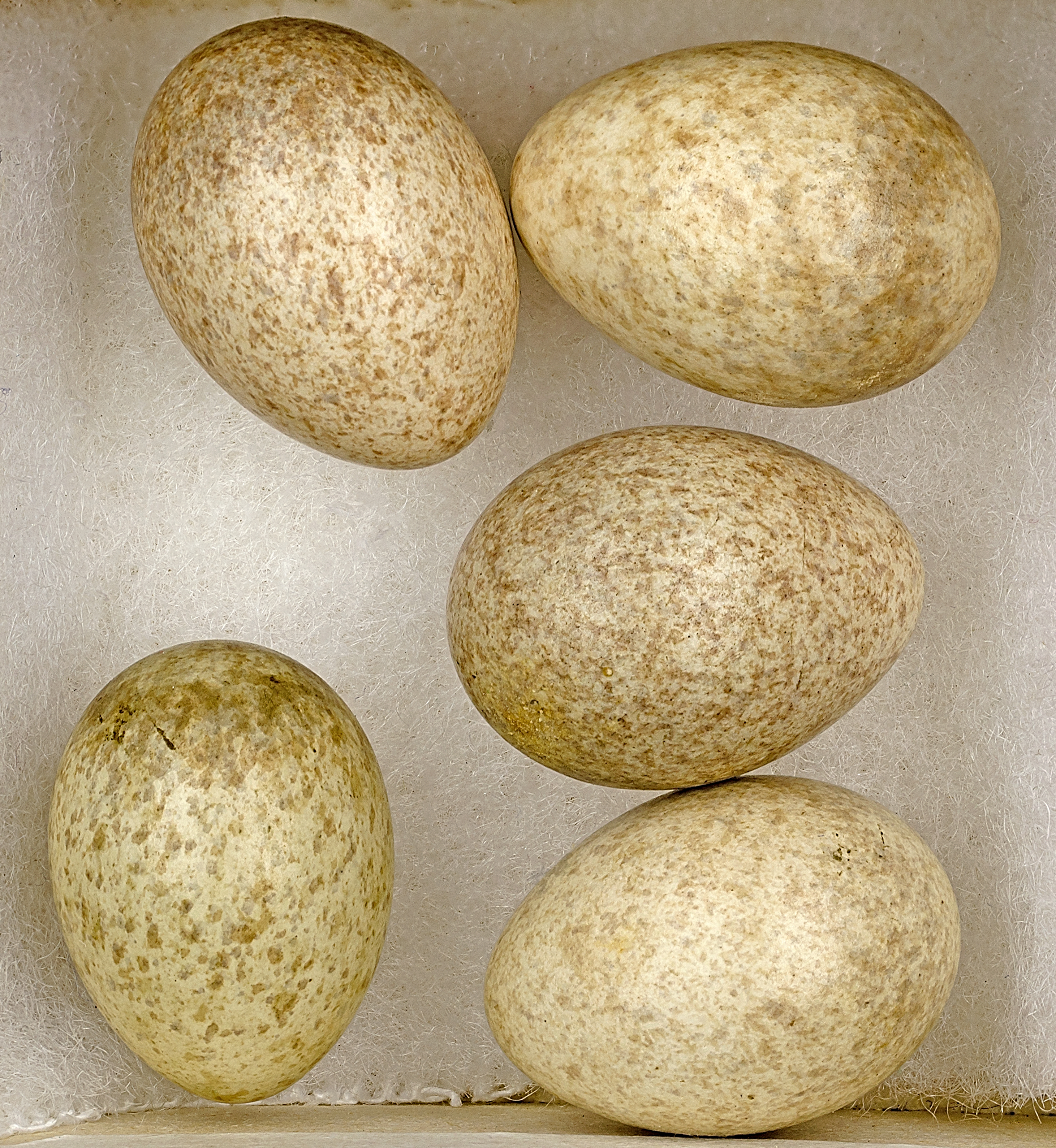
Ous

Els cants que anuncien l'etapa reproductiva comencen l'abril. Nien al terra i és pel maig-juny quan la femella pon entre 3 1 4 ous que, ella mateixa, haurà de covar durant 12-13 dies. Els petits seran alimentats per ambdós pares. El niu on ha tingut lloc tot aquest procés està bastant endreçat amb herbes seques, plomes, arrels, llana i pèls, i està situat en una petita depressió, de vegades al costat dels nius de la terrerola rogenca.

## Alimentació
Menja llavors i insectes i ho pot fer en comunitat, perquè, fora de l'estació reproductiva, és gregària.

## Hàbitat
Ocupa hàbitats una mica arreu de les zones càlides i seques del Principat de Catalunya; al País Valencià perviu a zones de l'Alt Vinalopó, l'Alacantí, la Plana d'Utiel, l'Horta Nord o el Camp de Morvedre. Si es tracta de l'interior viu en terrenys oberts amb poca vegetació, i si es tracta del litoral ho fa en platges i dunes, igualment amb vegetació esparsa. A les Balears està ben repartida encara que en densitats no molt altes. Canta sovint en sobrevolar el seu domini a molta altura, amb un cant característic.

## Distribució territorial
Es distribueix per la conca mediterrània i l'Àfrica del Nord (llevat de Líbia i Egipte). Cap a l'est arriba fins a Mongòlia, el Tibet i la Xina central al nord de l'Himàlaia. És un migrant transaharià que arriba als Països Catalans cap al final de març i se'n va a l'inici d'octubre. Hiverna al Sahel encara que n'hi ha poblacions magribines que són sedentàries.

## Subespècies
- Calandrella brachydactyla artemisiana
- Calandrella brachydactyla brachydactyla
- Calandrella brachydactyla cinerea
- Calandrella brachydactyla dukhunensis
- Calandrella brachydactyla eremica
- Calandrella brachydactyla hermonensis
- Calandrella brachydactyla hungarica
- Calandrella brachydactyla longipennis
- Calandrella brachydactyla orientalis
- Calandrella brachydactyla rubiginosa
- Calandrella brachydactyla woltersi